# Чавушевич, Дженгис
Дженгис Чавушевич (словен. Džengis Čavušević, род. 26 ноября 1987 года, Любляна, СФРЮ) — словенский футболист, нападающий. Выступал за сборную Словении.

## Клубная карьера
Воспитанник футбольного клуба «Шмартно». Начал заниматься в системе клуба с 1994 года. В 2003 году перешёл в молодёжный состав клуба «Слован». Взрослую карьеру начал в 2006 году в клубе «Домжале». Дебютировал в клубе 27 мая 2006 года в матче против клуба «Приморье». В сезоне 2006/07 в составе клуба стал чемпионом Словении, также в 2007 году стал обладателем Суперкубка Словении. Летом 2007 года на правах аренды перешёл в клуб «Бела Крайина» до конца сезона 2007/08. В составе клуба сыграл 18 матчей и забил три мяча. По окончании сезона вернулся в «Домжале». Свой первый гол за «Домжале» Чавушевич забил 26 июля 2008 года в матче против «Лендавы 1903». В сезоне 2007/08 в составе «Домжале» второй раз стал чемпионом Словении.
В начале 2010 года Чавушевич подписал контракт с швейцарским клубом «Виль». Дебютировал в клубе 21 февраля 2010 года в матче против «Туна», в котором оформил дубль. Провёл в клубе два сезона, сыграл 64 матча и забил 32 мяча.
Летом 2012 года перешёл в «Санкт-Галлен». Дебютировал в клубе 21 июля в матче против «Лозанны». В следующем же матче против «Цюриха» оформил дубль. Провёл в клубе четыре сезона, сыграл 85 матчей и забил 13 мячей.
В июле 2016 года Чавушевич подписал двухлетний контракт с «Цюрихом».

## Карьера в сборной
Чавушевич сыграл два матча за национальную сборную Словении. Дебютировал в сборной 16 октября 2012 года в матче квалификации к чемпионату мира 2014 года против сборной Албании, заменив на 59-й минуте Златко Дедича. Второй матч за сборную сыграл 18 ноября 2014 года в товарищеском матче против сборной Колумбии, где он заменил Роберта Берича на 67-й минуте матча.

## Достижения
«Домжале»
- Чемпион Словении (2): 2006/07, 2007/08
- Обладатель Суперкубка Словении: 2007